# Олдаковізна
Олдаковізна (пол. Ołdakowizna) — село в Польщі, у гміні Станіславув Мінського повіту Мазовецького воєводства.
Населення — 72 особи (2011).
У 1975-1998 роках село належало до Седлецького воєводства.

## Демографія
Демографічна структура станом на 31 березня 2011 року:
|          | Загалом | Допрацездатний вік | Працездатний вік | Постпрацездатний вік |
| -------- | ------- | ------------------ | ---------------- | -------------------- |
| Чоловіки | 41      | 6                  | 31               | 4                    |
| Жінки    | 31      | 5                  | 18               | 8                    |
| Разом    | 72      | 11                 | 49               | 12                   |